# Deutsches Peitschenmuseum

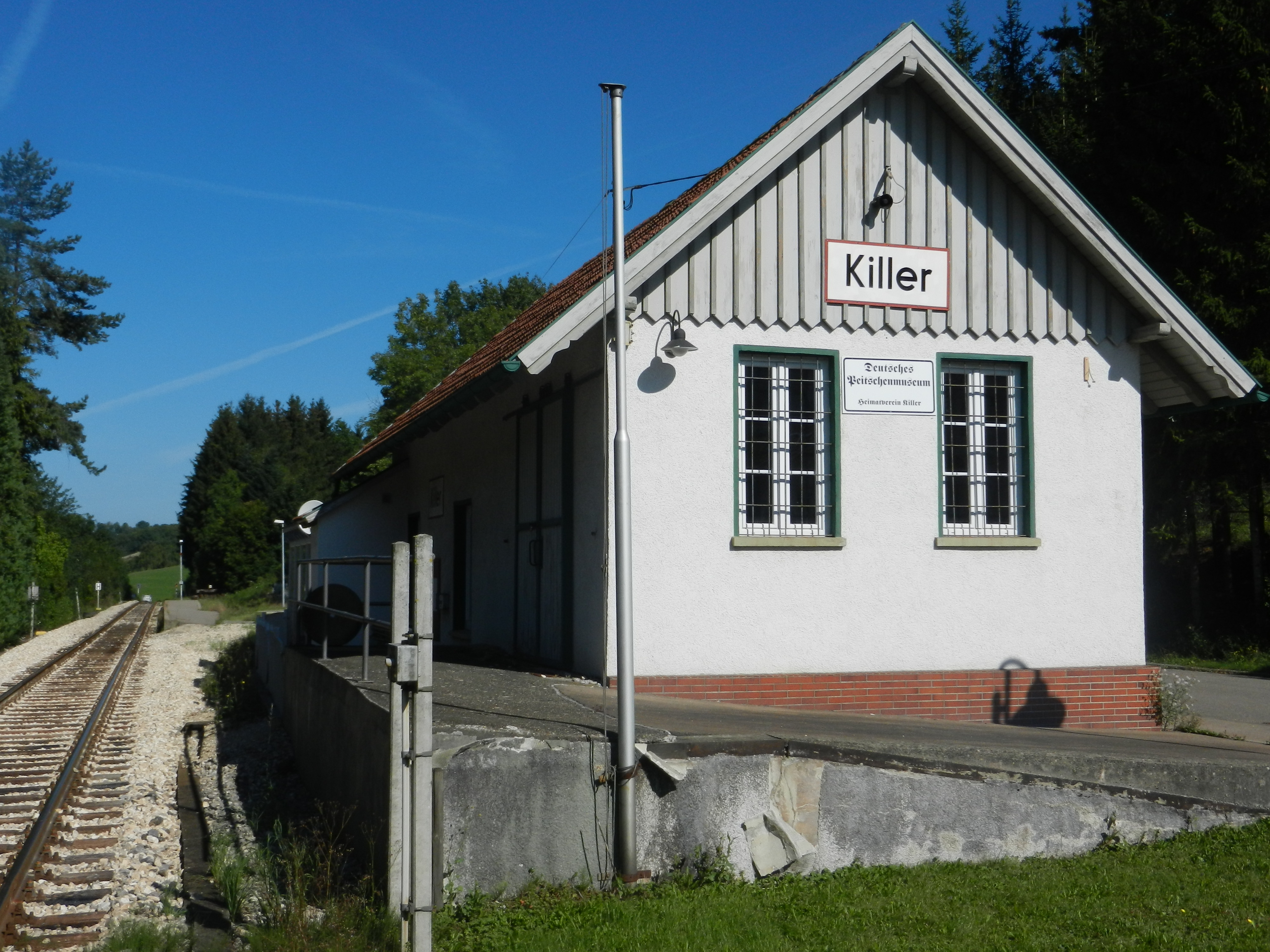
Museum im ehemaligen Bahnhof

Das Deutsche Peitschenmuseum in Killer, einem Teilort der Stadt Burladingen im Zollernalbkreis in Baden-Württemberg, zeigt die Geschichte und Herstellung von sogenannten Fahr- oder Stockpeitschen. 

## Geschichte der Peitschenproduktion in Killer
Aufgrund der Enge des Talkessels war in Killer keine ertragreiche Landwirtschaft möglich. Notgedrungen mussten sich die Bewohner des Killertals eine andere Erwerbsmöglichkeit suchen. In Killer konzentrierte man sich auf die Herstellung von Peitschen für Ochsen- und Pferdefuhrwerke sowie Droschken und Kutschen. Das Peitschenmacherhandwerk war ehedem ein dreijähriger Lehrberuf. In der Hochphase der Peitschenfertigung zu Beginn des 20. Jahrhunderts wurden in Killer täglich 5000 Stück angefertigt und in die ganze Welt versandt. Zu dieser Zeit stammte etwa jede zweite Peitsche in Deutschland aus Killer. Die Peitschenproduktion verlor nach dem Zweiten Weltkrieg ihre Absatzmärkte und ging allmählich ihrem Ende zu. In den 1970er Jahren schloss die letzte Peitschenfabrik in Killer.

## Das Museum
1993 wurde das Museum im nicht mehr für die Betriebsabwicklung genutzten Bahnhofsgebäude von Killer an der HzL-Strecke Hechingen–Gammertingen durch den Vorsitzenden des örtlichen Heimatvereins, Jürgen Simmendinger, eingerichtet. Präsentiert wird dort eine voll funktionstüchtige Werkstatt mit sämtlichen Maschinen und Gerätschaften zur Peitschenproduktion, wie auch zahlreiche Peitschen unterschiedlichster Art. Neben der Dauerausstellung Peitschen aus aller Welt werden auch Wechsel- und Sonderausstellungen gezeigt und Events veranstaltet. Das Museum verfügt über einen Shop und eine Gastronomie.
1996 wurde von der Redaktion des Guinness-Buchs der Rekorde bestätigt, dass das Peitschenmuseum das einzige seiner Art in Deutschland ist.
Nach dem plötzlichen Tod des Museumsgründers im Jahr 2007 übernahm sein Sohn Oliver die Leitung des Museums und den Vorsitz im Heimatverein. Im November 2012 wurde das Museum als „Vorbildliches Heimatmuseum“ im Regierungsbezirk Tübingen ausgezeichnet.
Im Frühjahr 2020 kam es durch drei Brandstiftungen am und im Museum zu Beschädigungen, seitdem ist es bis auf Weiteres geschlossen.